# Пишма
Пишма (на руски: Пышма) е река в Азиатската част на Русия, Западен Сибир, десен приток на Тура (от басейна на Тобол, Иртиш и Об), протичаща на територията на Свердловска и Тюменска област, с дължина 6603 km, която ѝ отрежда 131-во място по дължина сред реките на Русия.
Река Пишма изтича от южния край на езерото Ключи в Среден Урал, на 249 m н.в., разположено в южната част на град Верхняя Пишма, Свердловска област. След това реката тече през хълмистата Зауралска равнина в източна посока, завива на юг, минава през Белоярското водохранилище, след което остро завива на север, а южно от град Асбест, отново на изток и запазва това си направление до устието. При град Сухой Лог навлиза в югозападната част на Западносибирската равнина – централната част на обширната Туринска равнина. Тук долината ѝ значително се разширява, появява се широка заливна тераса, в която Пишма силно меандрира. Влива се отдясно в река Тура (ляв приток на Тобол, от басейна на Иртиш и Об) при нейния 97 km, на 49 m н.в., при село Созоново, Тюменска област.
Водосборният басейн на река Пишма обхваща площ от 19,7 хил. km2, което представлява 24,5% от водосборния басейн на река Тура и включва части от Курганска, Свердловска и Тюменска област.
Границите на водосборния басейн на реката са следните:
- на север – водосборния басейн на река Ница и други по-малки десни притоци на Тура;
- на юг – водосборния басейн на река Исет, ляв приток на Тобол.

Река Пишма получава 42 притока с дължина над 10 km, като най-голям е река Рефт (Голям Рефт) 103 km и водосборен басейн от 1380 km2.
Подхранването на река Пишма е предимно снежно (60%) с ясно изразено многоводие през април и май и характерни летни епизодични пълноводия. Среден годишен отток при станция Богандински, Тюменска област 39 m3/s, максимален около 1300 m3/s, минимален около 2 m3/s. Замръзва в първата половина на ноември, а се размразява през втората половина на април.
По течението на Миас са разположени множество населени места, в т.ч. 6 града и 2 селища от градски тип:
- Свердловска област – градове: Верхняя Пишма, Березовски, Заречни, Сухой Лог, Камишлов и Талица; посьолки: Белоярски и Пишма
- Тюменска област – сели Винзили

В горното течение на Пишма, на територията на Свердловска област са изградени три язовира (водохранилища), най-голям от които е Белоярския язовир (Белоярското водохранилище). Водите на трите язовира се използват основно за снабдяване с промишлена вода на множеството предприятия на добивната промишленост в района. В долното течение се използва за транспортиране на дървен материал.